# 騎士修道会

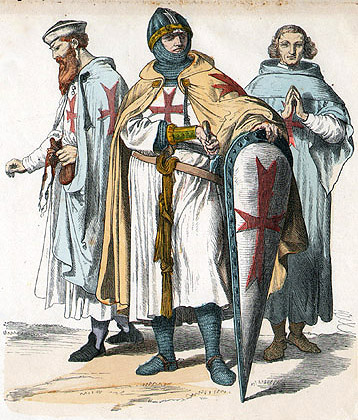
テンプル騎士団の制服（軍服ならびに僧服）

騎士修道会（きししゅうどうかい）は、主として十字軍時代に聖地エルサレムの防衛とキリスト教巡礼者の保護・支援を目的として創設された中世のローマ・カトリックの修道会。単に騎士団とも。修道会の一形態であり、騎士は入会にあたり修道誓願（独身、私有財産の放棄、神への従順）を立て修道士となる必要があり、「戦う修道士」とも呼ばれた。多くの騎士修道会はローマ教皇保護のもと数々の「大特権 (libertas maior)」を与えられ、国家権力からの独立を保った。騎士修道会は当時としては稀有な常備軍であり、十字軍や聖地エルサレムの防衛、イベリア半島と東ヨーロッパにおける戦いなど、異教徒との戦いにおいて歴史的に重要な役割を担った。

## 歴史

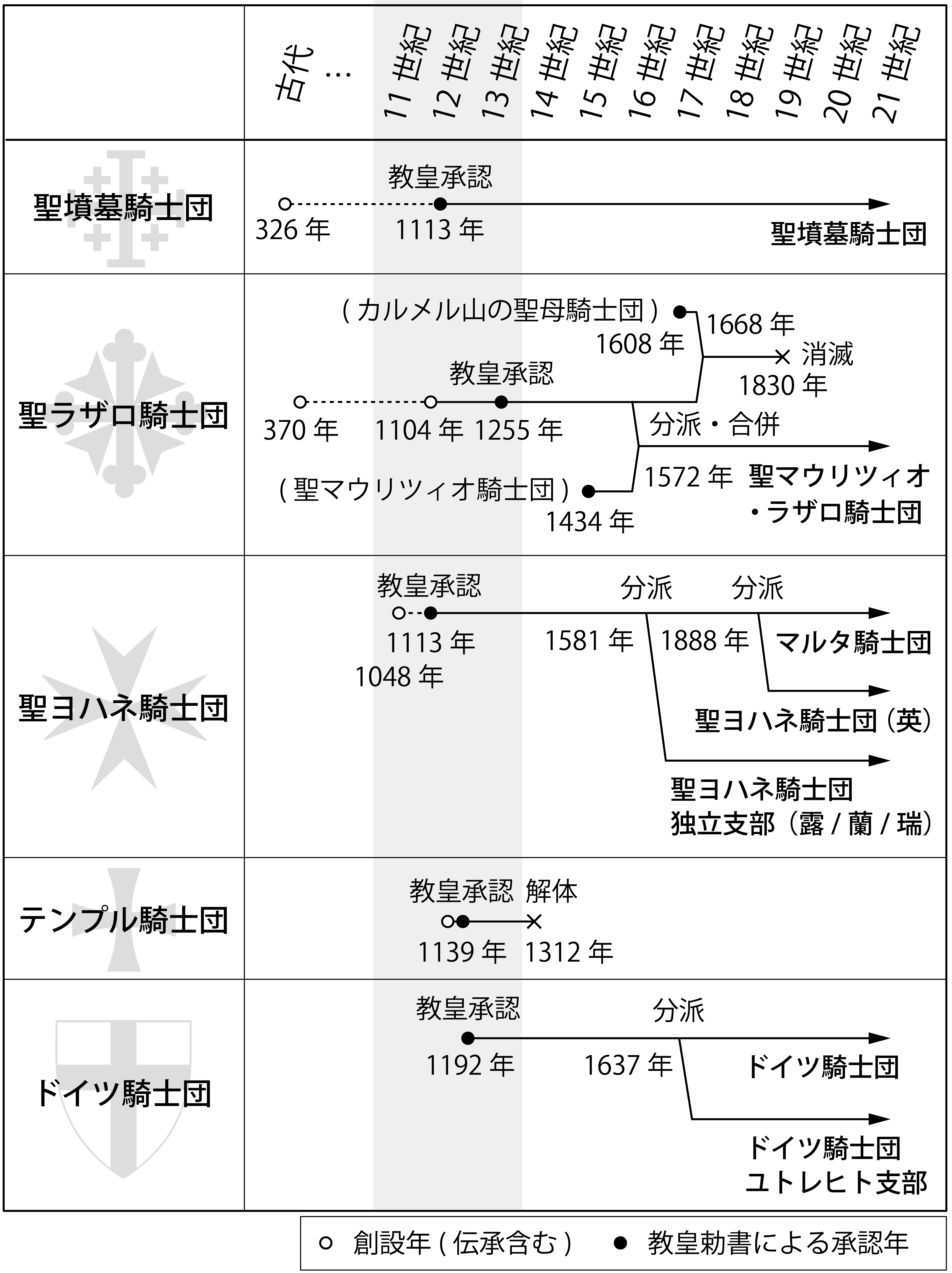
主な騎士修道会の創設から現代までの歴史

12世紀初頭、第一回十字軍により聖地奪還が為された後、ほとんどの貴族・王族は自国に速やかに引き返した。しかしながら自発的に聖地に残り、キリスト教徒の守護と救護を誓った一握りの騎士たちが存在した。中でもシャンパーニュ出身の貴族ユーグ・ド・パイアンは、仲間の騎士数名と同志団を結成し、1120年頃にエルサレム主教に届け出て正式に修道会を結成した。これが、その後の騎士修道会の先駆けとなるテンプル騎士修道会の誕生であった。
後には、聖地における巡礼者の救護を目的として設立された聖ヨハネ病院修道会とドイツ人の聖マリア病院修道会も騎士修道会へと発展し、それぞれ聖ヨハネ騎士団、ドイツ騎士団と呼ばれるようになった。
テンプル騎士団と聖ヨハネ騎士団は西ヨーロッパの各地に寄進によって数多くの所領を持ち、豊富な財力を背景にパレスチナにおけるムスリムとの戦いに従事した。13世紀末にシリア地方における十字軍の領土が完全に失われると、テンプル騎士団はフランス王権の忌避に遭い解散させられるが、聖ヨハネ騎士団はロドス島に移ってムスリムとの戦いを続けた。
聖ラザロ騎士団は14世紀頃からイタリア支部とフランス支部に実質的に分裂し、イタリア支部は1572年の教皇大勅書によりサヴォイア王家の保護下に入り、聖マウリツィオ騎士団と合併し聖マウリツィオ・ラザロ騎士団となり今日に至っている。
一方、1198年に創立されたドイツ騎士団は聖地での軍事的役割を期待されず、神聖ローマ皇帝フリードリヒ2世の勅許を獲得してバルト海南岸のプロイセンとリヴォニアに残る異教徒を十字軍の名目で征服する特権を与えられた。ドイツ騎士団はラトビアのキリスト教化を行っていたリヴォニア帯剣騎士団も吸収し、バルト海南岸に騎士団国家（ドイツ騎士団国）を築き上げる。しかし、ドイツ騎士団はポーランド王国と対立して1410年にタンネンベルクの戦いに敗れて衰え、1525年に騎士修道会総長がルター派に改宗して世俗の領邦のプロイセン公国となった。
中世盛期に設立された主要な騎士修道会の多くが、宗教改革による分裂・再編を経て、今日も存続している。特に聖ヨハネ騎士団は主権をもった独立国家として存続し、ロドス島からマルタ島を経てローマに移り、現在ではマルタ騎士団と呼ばれている。

## 戒律
テンプル騎士修道会には聖ベルナールが練り上げたシトー会派の戒律が与えられた。この会則は全686条から成り、その後の多くの騎士修道会の会則の雛形となった。以下にその抜粋を示す。
- 所属する騎士は修道士であると同時にキリスト教教会を守護する戦士として、清貧を旨とし宗教的に優れた人格たらねばならない（第1条）
- 騎士は聖務に参加せねばならず、何らかの場合で出席出来ない場合には主の祈りを朝課に13回、各時課に7回、晩課に9回唱えねばならない（第10条）
- 世俗の騎士が入会を志願してもすぐに受け入れてはならず、総長と兄弟騎士たちが彼を受け入れ、また彼が戒律に従うことを確認せねばならない（第11条）
- 騎士たちは食事をともにせねばならない（第23条）、また２人で同じ皿から食べねばならない（第25条）[注 1]
- 総長は軍馬４頭、騎士２名と従軍司祭を伴って出陣する。従者は馬３頭、従卒は馬２頭を、小姓は馬１頭を伴う。また総長は、騎士の家系でない者でも、一定期間勤務した小姓を成員に取り立てることができる。（第77条）

## 騎士修道会の西洋文明への寄与
騎士修道会は、当時としては画期的な国家権力の影響を受けない国際組織として、数多くの変革を欧州にもたらした。特に騎士修道会が築き上げた管区、支部といった国境を超えた巨大ネットワーク、指揮命令系統の明確な自前の常備軍は当時の欧州には見られないものであった。さらに、テンプル騎士団が整備した財務管理システムと、自国で預け入れた金銭を聖地で受け取ることが出来る制度は、銀行業の始まりとも言われている。

## 騎士修道会一覧

### 純軍事的
- テンプル騎士団

### 既存の修道会からの昇格
- 聖ヨハネ騎士団（後のマルタ騎士団）
- 聖ラザロ騎士団（後の聖マウリツィオ・ラザロ騎士団）

### 既存修道会の所管
- アヴィス騎士団
- アルカンタラ騎士団
- カラトラバ騎士団